# 甜心寶貝
《甜心寶貝》（英语：Candyman），是美国女歌手克莉絲汀·阿奎萊拉第5张录音室专辑《天生歌姬》的一首歌曲，于2007年2月20日发行为专辑的第3支单曲。歌曲由阿奎萊拉和琳达·佩里创作，并由佩里制作。
《甜心寶貝》在全球取得了较佳的商业成功。在许多国家进入了榜单前20名，其中包括澳大利亚、加拿大、德国新西兰和英国等国。在美国，歌曲在告示牌百强单曲榜最高排行第25位，并以100万份销量取得了美国唱片业协会的金唱片认证。 歌曲为阿奎莱拉在天生歌姬巡回演唱会的表演曲目之一。

## 背景
歌曲原本计划于2006年年末作为《天生歌姬》第2支单曲发行， 2006年7月，阿奎萊拉在接受《17》的采访时称《甜心寶貝》将作为《非你莫屬》（Ain't No Other Man）的后一支单曲发行。 然而，RCA唱片决定发行《傷害》（Hurt）为第2支单曲。最终歌曲于2007年2月20日发行为专辑的第3支单曲。

## 词曲与乐评
《甜心寶貝》是一首受到布鲁斯、 爵士 和搖擺风格影响的古典流行歌曲，阿奎萊拉和佩里在接受MTV News采访时称歌曲取样了安德鲁斯姐妹1941年的热门歌曲《Boogie Woogie Bugle Boy》。 歌曲获得到了乐评的好评，乐评称赞了歌曲的旋律并认为歌曲是《天生歌姬》第2盘的突出曲目。 然而，部分乐评批评了歌曲歌词和性有关的内容。2008年，阿奎萊拉凭借歌曲获得了第50届格莱美奖最佳流行女歌手提名。

## 音乐录像带
歌曲的音乐录像带于2007年1月28日在南加州机场飞机库拍摄。音乐录像带由马修·罗斯顿导演，阿奎莱拉本人也参与了导演。音乐录像带以20世纪40年代的二战为背景。 在音乐录像带中，阿奎莱拉以三种不同的发色：红、金和棕同时展现在荧屏前唱歌跳舞，仿佛组成了一支三重唱以作为对安德鲁斯姐妹的致敬。 在其它场景下，阿奎莱拉以海报《我们能做到！》中的肌肉女形象出现。 阿奎莱拉在音乐录像带中的造型亦受到海報女郎、朱迪·加兰、蓓蒂·葛萊寶和丽塔·海华斯的影响。 音乐录像带植入了金巴利的广告。 2006年舞蹈竞赛节目《舞林爭霸》的获奖人本吉·休默客串了音乐录像带作为阿奎莱拉的军人形象的伴舞。本吉的妹妹莱西·休默亦客串音乐录像带跳吉特巴舞。为了制造三重唱效果，阿奎莱拉和罗斯顿花费了很长时间用电脑处理。音乐录像带的色彩设计基于特藝七彩电影效果，以三原色和鲜亮的二次色为主。
歌曲的音乐录像带获得了評論的好评，并使阿奎莱拉和罗斯顿获得了2007年MTV音乐录像带大奖最佳艺术指导提名，但最终输给了贾斯汀·汀布莱克的《因果》（What Goes Around... Comes Around）。

## 榜单成绩和销售认证

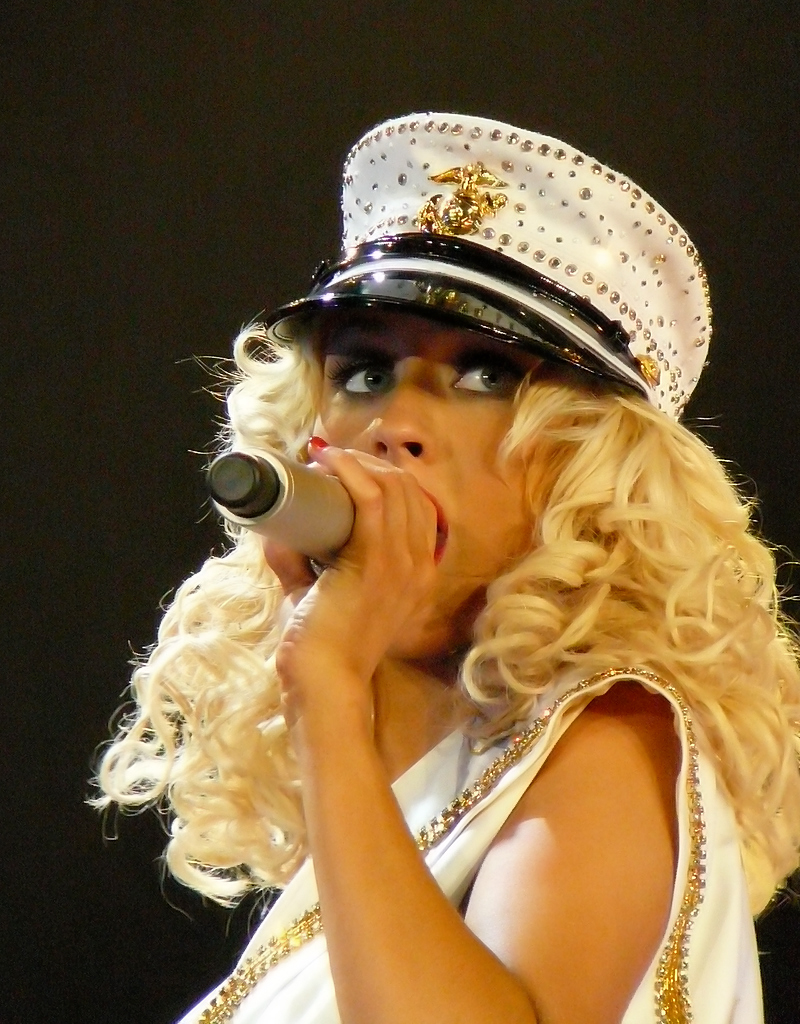
阿奎莱拉于天生歌姬巡回演唱会表演《甜心寶貝》。

| 榜单 （2007年）                      | 最高 排位 |
| ------------------------------------ | --------- |
| 澳大利亚（澳大利亚唱片业协会單曲榜） | 2         |
| 奥地利（Ö3四十强单曲榜）             | 14        |
| 比利时佛兰德（Ultratop五十强单曲榜） | 11        |
| 比利时瓦隆（Ultratop五十强单曲榜）   | 13        |
| 加拿大（Canadian Hot 100）           | 9         |
| 捷克（電台百強單曲榜）               | 80        |
| 丹麥（Hitlisten单曲榜）              | 12        |
| 歐洲（European Hot 100）             | 15        |
| 德国（德國官方單曲榜）               | 12        |
| 匈牙利（四十强电台榜）               | 3         |
| 愛爾蘭（愛爾蘭唱片音樂協會单曲榜）   | 12        |
| 新西兰（新西兰唱片音乐协会单曲榜）   | 2         |
| 荷兰（百强单曲榜）                   | 12        |
| 斯洛伐克（電台百強單曲榜）           | 45        |
| 瑞典（瑞典最熱榜）                   | 24        |
| 瑞士（瑞士热门音乐榜）               | 11        |
| 英国单曲榜                           | 17        |
| 美国（《告示牌》百大單曲榜）         | 25        |
| 美國（《告示牌》Pop Airplay）        | 23        |
| 美國（《告示牌》Dance Club Songs）   | 18        |

| 榜單 （2007年）            | 排位 |
| -------------------------- | ---- |
| 澳大利亞 (ARIA)            | 8    |
| 奧地利 (Ö3 Austria Top 40) | 73   |
| 紐西蘭 (RIANZ)             | 15   |
| 荷蘭 (Mega Single Top 100) | 78   |
| 瑞士 (Schweizer Hitparade) | 46   |
| 英國                       | 74   |

| 地區                                  | 认证 | 认证单位/销量 |
| ------------------------------------- | ---- | ------------- |
| 澳大利亚（澳大利亚唱片业协会）        | 白金 | 70,000^       |
| 比利时（比利時唱片音樂協會）          | 金   | 25,000*       |
| 加拿大（加拿大音乐协会）              | 金   | 20,000*       |
| 丹麦（國際唱片業協會丹麥分會）        | 金   | 7,500^        |
| 新西兰（新西兰唱片音乐协会）          | 金   | 7,500*        |
| 英国（英国唱片业协会）                | 银   | 270,000       |
| 美国（美國唱片業協會）                | 金   | 1,153,000     |
| *僅含認證的實際銷量 ^僅含認證的出貨量 |      |               |